# Lars Aarup
Lars Aarup (født 4. juli 1976) er en dansk digter og redaktør. Han har i en periode fungeret som medredaktør på Undergrundsforlaget Lyrica.